# 英国王冠珠宝

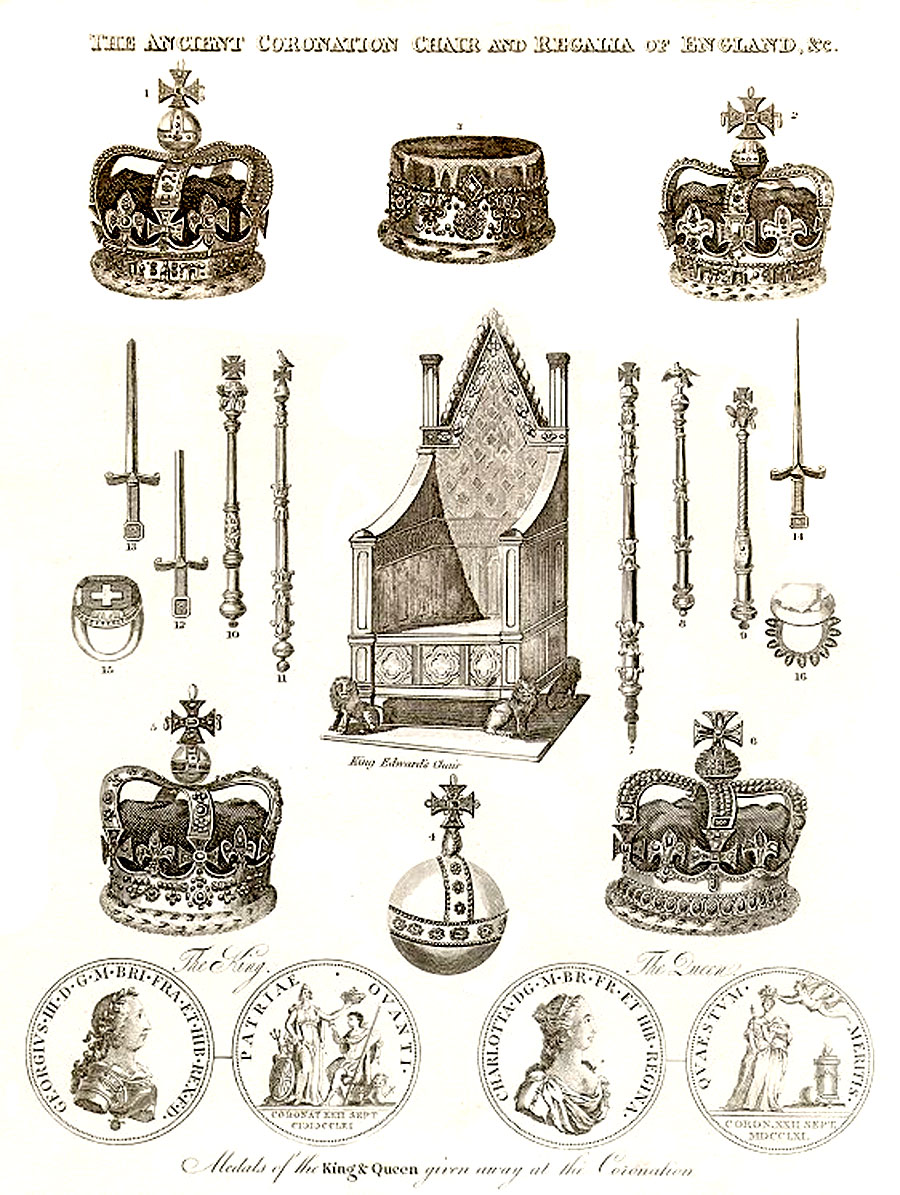
Coronation Chair and Regalia of England

“Crown Jewels”是一个集合名词，指的是英国君主在加冕礼上或者在参与其他国家事务时穿戴的饰物的统称。它包括皇冠、权杖（上有十字架或者鸽子装饰）、主权之球、佩剑、戒指、马刺、纯白色长袍（colobium sindonis）、加冕服（dalmatic）、手镯、王袍以及其他与典礼有关的物品，这些物品中很多在英国宗教改革时期之前就已经存在，保留并流传至今，具有神圣意义 。在大主教對君主施以塗油禮（将圣油涂抹在君主的手、头部和胸部）之后，君主会穿上加冕服。君主的加冕服与主教所穿的圣职衣非常相似，致使王权带有一定的宗教色彩。

## 皇冠
- 聖愛德華王冠
- 帝國皇冠

### 非加冕冠冕
- 印度皇冠

## 佩剑

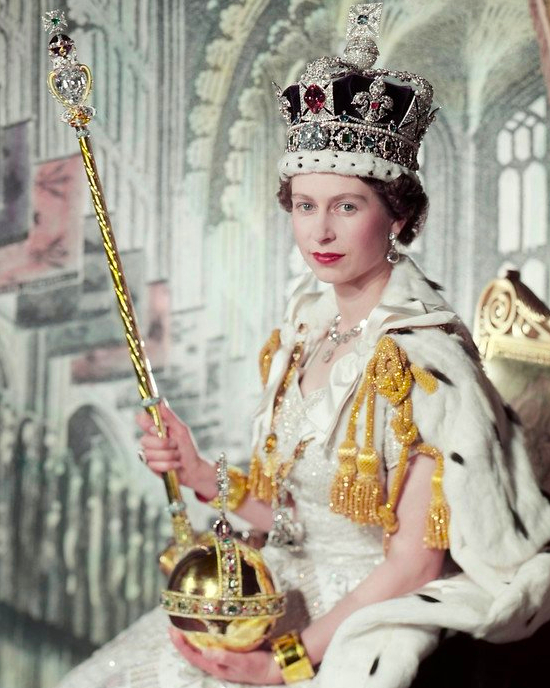
完成加冕礼的英国女王伊丽莎白二世，头戴帝国皇冠，左手持主权之球，右手持权杖。

在英国君主加冕礼中会出现五把佩剑。为国王乔治四世（King George IV）加冕所打造的献纳宝剑（The Jewelled Sword of Offering）是唯一一把在加冕礼上真正遞交给统治者的佩剑（由坎特伯雷大主教遞送予君主，意涵王权效力于教會），其他佩剑都只能在王权监视之下佩带。在教会的发展历程中，由于英国国剑（Great Sword of State）笨重不易携带，献纳之宝剑取代了国剑，劳伦斯坦纳（Lawrence Tanner）曾将这把佩剑赞誉为「世上最美丽、最至高无上的剑」，其劍剑柄和剑鞘都镶嵌了宝石（有钻石、红宝石，蓝宝石），剑体本身则是由大马士革最锋利的钢铁炼就。
国剑（Great Sword of State）是五剑之中最大的一把，是在加冕礼上或议会开幕仪式上在掌礼大臣的监管下佩带的。该剑剑柄镀金而成，裝饰有狮子和独角兽；剑鞘上镶嵌宝石，组成代表英国的花朵形状：玫瑰代表英格兰，蓟则代表苏格兰。
其他三把佩剑分别是上界正义之剑（Sword of Spiritual Justice）、俗界正义之剑（Sword of Temporal Justice）和慈悲之剑（Sword of Mercy），前两把象征王权与教会、王權與政权之间的聯繫，慈悲之剑则表达了与丹麦人俄吉所佩带的短剑—慈悲剑（Curtana）—相同的含义：为了慈悲而不是复仇。